# Shot in the Dark (Great White)
Shot in the Dark è il secondo album in studio del gruppo musicale statunitense Great White, pubblicato nel marzo del 1986 dalla Capitol Records. Venne originariamente autofinanziato dalla band e pubblicato per l'etichetta Telegraph Records; solo qualche mese dopo è stato ristampato e rimasterizzato dalla Capitol. L'edizione originale includeva un intro differente nella traccia She Shakes Me (inizialmente chiamata Shake Me) e una versione completamente stravolta di Run Away.
Lo stile musicale presentato dai Great White in quest'album mostra una leggera virata dall'heavy metal puro dell'esordio verso un sound maggiormente influenzato dal blues rock, prendendo ispirazione da band anni '70 come Led Zeppelin e AC/DC. Il caratteristico stile del gruppo prenderà definitivamente vita solo con l'album successivo.

## Tracce
1. She Shakes Me – 3:25 (Mark Kendall, Jack Russell, Alan Niven)
2. What Do You Do  – 4:13 (Michael Lardie, Russell, Kendall)
3. Face the Day (cover dei The Angels) – 5:20 (John Brewster, Doc Neeson, Rick Brewster)
4. Gimme Some Lovin' (cover dello Spencer Davis Group) – 3:52 (Steve Winwood, Spencer Davis, Muff Winwood)
5. Shot in the Dark – 4:52 (Kendall, Niven)
6. Is Anybody There – 4:57 (Russell, Jerry Lynn Williams)
7. Run Away – 4:18 (Williams, Niven)
8. Waiting for Love – 4:19 (Williams, Kendall, Niven)

Traccia bonus dell'edizione giapponese
1. Red House – 8:46 (Jimi Hendrix)

## Formazione
Great White
- Jack Russell – voce
- Mark Kendall – chitarre, cori
- Lorne Black – basso
- Audie Desbrow – batteria

Altri musicisti
- Michael Lardie – tastiere, ingegneria del suono
- Jim Lang – keyboards
- Tyana Parr, Donald Ducksworth – cori

Produzione
- Wyn Davis – produzione, ingegneria del suono
- Alan Niven – produzione in Face the Day
- Eddie Schreyer – mastering